# Bölsjöns naturreservat
Bölsjöns naturreservat är ett naturreservat i Älvkarleby kommun i Uppsala län.
Området är naturskyddat sedan 2012 och är 72 hektar stort. Reservatet består av myrmark med sjön Bölsjön och sumpskogar.